# Polygrapha
Polygrapha es un género neotropical de mariposas perteneciente a la familia Nymphalidae. Tiene cuatro especies. Se encuentran en Sudamérica.

## Especies
- Polygrapha cyanea (Godman & Salvin, 1868)
- Polygrapha suprema (Schaus, 1920)
- Polygrapha tyrianthina (Salvin & Godman, 1868)
- Polygrapha xenocrates (Westwood, 1850)